# Rittertor

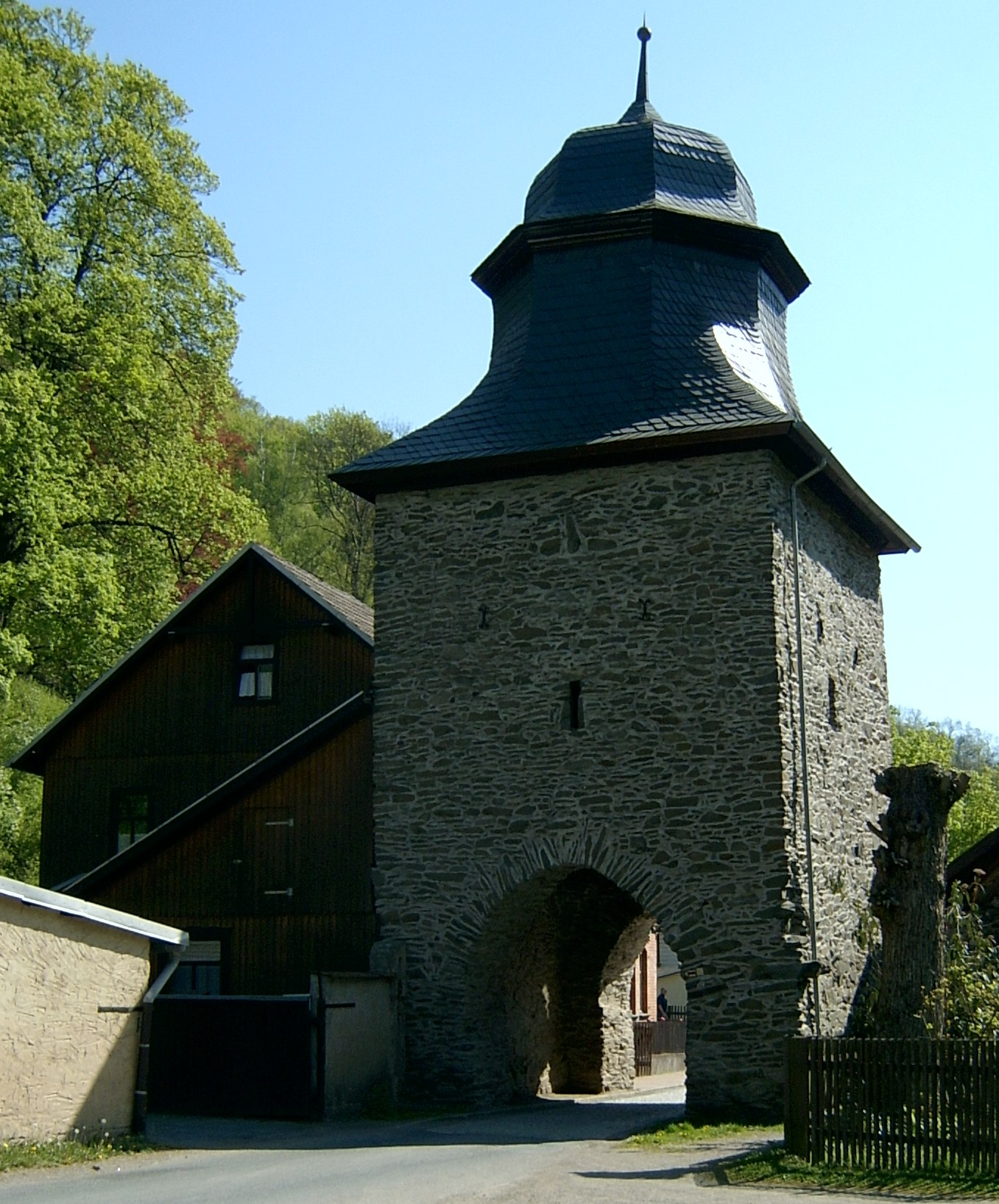
Rittertor

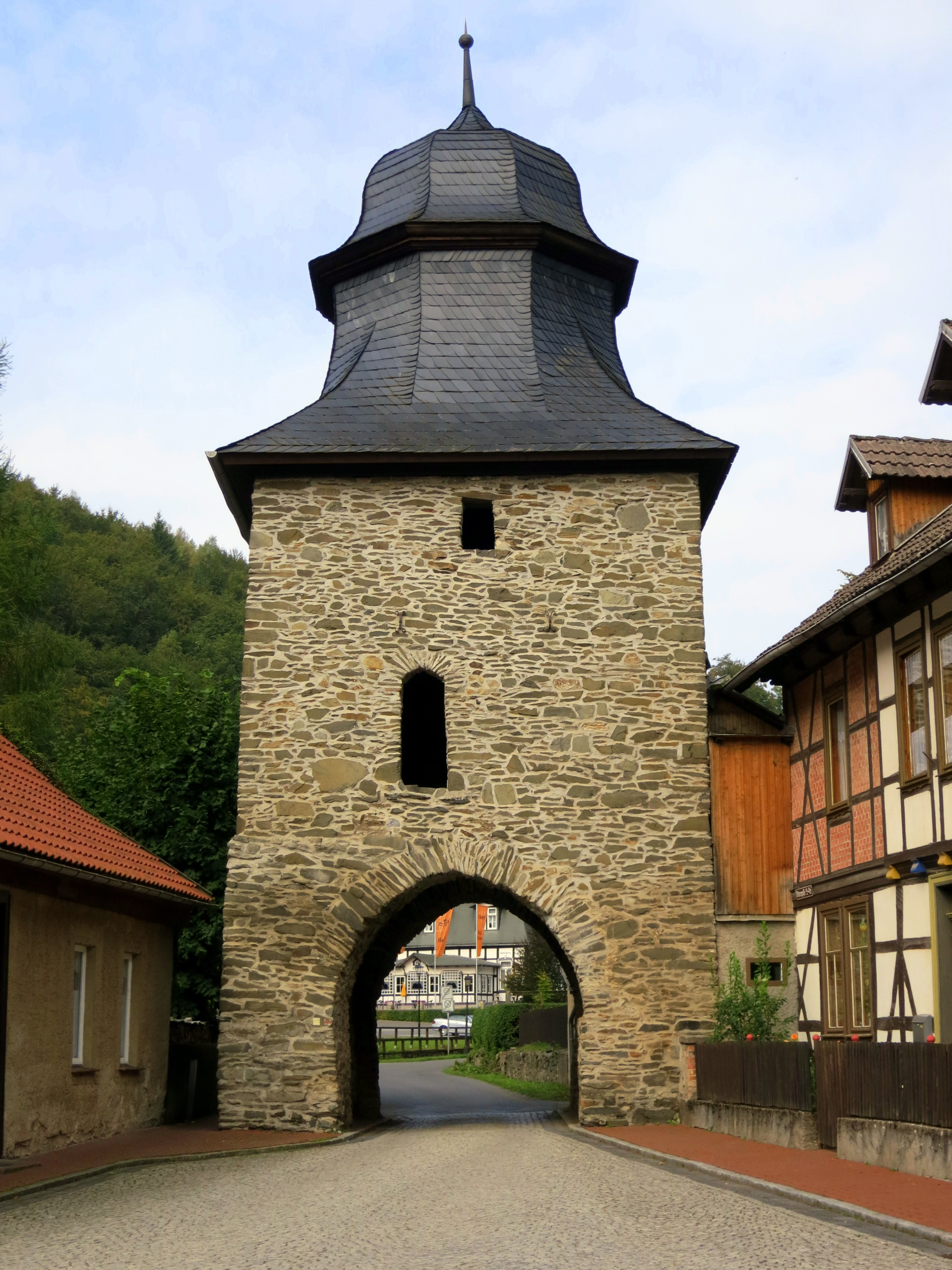
Das Rittertor in Stolberg/Harz (2014)

Das Rittertor ist ein mittelalterliches Stadttor in Stolberg (Harz) in Sachsen-Anhalt.
Das Tor befindet sich am westlichen Ende der Stolberger Ritterstraße und schützte den westlichen Zugang zur Stadt. 

## Geschichte
Das Rittertor wurde zwischen 1260 und 1280 als Torhaus über der Durchfahrt errichtet. Es trug ursprünglich den Namen Eselsgässer Tor, nach dem ehemaligen Namen der heutigen Rittergasse. Neben dem Tor befanden sich die Stallungen der Esel, mit denen Waren zum Schloss Stolberg hinauf transportiert wurden. Das äußere Tor trug kleine Ecktürme. Im Herbst des Jahres 1635 stürzte das Tor teilweise ein. Heimkehrende Bewohner Stolbergs hatten mit ihren Kindern erst kurz zuvor das Tor passiert. Nach einer Ausbesserung stürzte das Gebäude während eines Sturms 1640 erneut ein und wurde danach grundlegend erneuert und auch mit Palisaden und Laufgraben gesichert. Aufgrund der geografischen Lage Stolbergs in engen Tälern bestand, abgesehen von den Toren und ihrer Umgebung zur Absicherung der Taleingänge, keine weitere Stadtbefestigung.